# Orangeryggig trupial
Orangeryggig trupial (Icterus croconotus) är en fågel i familjen trupialer inom ordningen tättingar.

## Utseende och läte
Orangeryggig trupial är en stor trupial i orange och svart med bar hud runt ögat. Fjäderdräkten är huvudsakligen orange, med svart på stjärt och vingar samt i ansiktet. Ögonen är ljusgula och på vingen syns en vit vingfläck. Sången består av en långsam serie visslingar.

## Utbredning och systematik
Orangeryggig trupial delas in i två underarter med följande utbredning:
- I. c. croconotus – förekommer från sydvästra Guyana till norra Brasilien, östra Ecuador och östra Peru (Madre de Dios)
- I. c. strictifrons – förekommer från östra Bolivia till sydvästra Brasilien (Mato Grosso) och Chaco i Paraguay

## Levnadssätt
Orangeryggig trupial hittas i ungskog, skogsbryn och in i förortsområden. 

## Status och hot
Arten har ett stort utbredningsområde, men tros minska i antal, dock inte tillräckligt kraftigt för att den ska betraktas som hotad. Internationella naturvårdsunionen IUCN listar arten som livskraftig (LC).